# Победнице европских првенстава у атлетици на отвореном — скок удаљ
Победнице европских првенстава на отвореном за жене у дисциплини скок удаљ, која је на програму од другог Европског првенства на отвореном у Бечу 1938. године, приказани су у следећој табели са постигнутим резултатима и билансом освојених медаља по државама у овој дисциплини. Резултати су исказани у метрима.
Најуспешнија такмичарка у историји Европских првенства у дисциплини скок удаљ за жене је Хајке Дрекслер са укупно освојене четири златне медаље. Дрекслер  је представљала Источну Немачку (1986, 1990) и Немачку (1994, 1998) .

## Резултати
| Дисциплина              |                                        | Резултат |                                      | Резултат |                                      | Резултат |
| Беч 1938 детаљи         | Ирмгард Прец · Немачка                 | 5,88 РЕП | Станислава Валасјевич · Пољска       | 5,81     | Гизела Фос · Немачка                 | 5,47     |
| Осло 1946 детаљи        | Герда ван дер Каде-Каудејс · Холандија | 5,67     | Лидија Гајле · Совјетски Савез       | 5,67     | Валентина Васиљева · Совјетски Савез | 5,63     |
| Брисел 1950 детаљи      | Валентина Богданова · Совјетски Савез  | 5,82     | Вилхелмине Лист · Холандија          | 5,63     | Maire Osterdahl · Финска             | 5,57     |
| Берн 1954 детаљи        | Јеан Дефорж · Велика Британија         | 6,04 РЕП | Александра Чудина · Совјетски Савез  | 5,93     | Елжбиета Дунска · Пољска             | 5,83     |
| Стокхолм 1958 детаљи    | Лисел Јакоби · Западна Немачка         | 6,14 РЕП | Валентина Литујева · Совјетски Савез | 6,00     | Нина Протченко · Совјетски Савез     | 5,99     |
| Београд 1962 детаљи     | Татјана Шелканова · Совјетски Савез    | 6,36     | Елжбијета Кшесинска · Пољска         | 6,22     | Мери Ранд · Велика Британија         | 6,22     |
| Будимпешта 1966. детаљи | Ирена Киршенстејн · Пољска             | 6,55 РЕП | Дијана Јоргова · Бугарска            | 6,45     | Хелга Хофман · Пољска                | 6,38     |
| Атина 1969. детаљи      | Мирослава Сарна · Пољска               | 6,49     | Виорика Вископољану · Румунија       | 6,45     | Берит Бертелсен · Норвешка           | 6,44     |
| Хелсинки 1971 детаљи    | Ингрид Миклер · Западна Немачка        | 6,76 РЕП | Мета Антенен · Швајцарска            | 6,73     | Хајде Розендал · Западна Немачка     | 6,66     |
| Рим 1974 детаљи         | Илона Бружениак · Мађарска             | 6,65     | Ева Шуранова · Чехословачка          | 6,65     | Пирко Хелениус · Финска              | 6,59     |
| Праг 1978 детаљи        | Вилма Бардаускиене · Совјетски Савез   | 6,88     | Ангела Воит · Западна Немачка        | 6,79     | Јармила Нигринова · Чехословачка     | 6,69     |
| Атина 1982 детаљи       | Вали Јонеску · Румунија                | 6,79     | Анисоара Кусмир-Станчу · Румунија    | 6,63     | Елена Иванова · Совјетски Савез      | 6,61     |
| Штутгарт 1986 детаљи    | Хајке Дрекслер · Источна Немачка       | 7,27 РЕП | Галина Чистакова · Совјетски Савез   | 7,09     | Хелга Ратке · Источна Немачка        | 6,08     |
| Сплит 1990 детаљи       | Хајке Дрекслер · Источна Немачка       | 7,30 РЕП | Маријета Илчу · Румунија             | 7,02     | Хелга Ратке · Источна Немачка        | 6,94     |
| Хелсинки 1994 детаљи    | Хајке Дрекслер · Немачка               | 7,14     | Инеса Кравец · Украјина              | 6,99     | Фиона Меј · Италија                  | 6,90     |
| Будимпешта 1998 детаљи  | Хајке Дрекслер · Немачка               | 7,16     | Фиона Меј · Италија                  | 7,11     | Људмила Галкина · Русија             | 7,06     |
| Минхен 2002 детаљи      | Татјана Котова · Русија                | 6,85     | Џејд Џонсон · Велика Британија       | 6,73     | Тинде Васи · Мађарска                | 6,73     |
| Гетеборг 2006 детаљи    | Људмила Колчанова · Русија             | 6,93     | Наиде Гомес · Португалија            | 6,84     | Оксана Удмуртова · Русија            | 6,69     |
| Барселона 2010 детаљи   | Инета Радевича · Литванија             | 6,92     | Наиде Гомес · Португалија            | 6,92     | Олга Кучеренко · Русија              | 6,84     |
| Хелсинки 2012 детаљи    | Елоаз Лезије · Француска               | 6,81     | Олга Сударава · Белорусија           | 6,74     | Маргрете Ренстрем · Норвешка         | 6,67     |
| Цирих 2014 детаљи       | Елоаз Лезије · Француска               | 6,85     | Ивана Шпановић · Србија              | 6,81     | Дарија Клишина · Русија              | 6,65     |
| Амстердам 2016 детаљи   | Ивана Шпановић · Србија                | 6,94     | Џасмин Сајерс · Велика Британија     | 6,86     | Малајка Михамбо · Немачка            | 6,65     |
| Берлин 2018 детаљи      | Малајка Михамбо · Немачка              | 6,75     | Марина Бек · Украјина                | 6,73     | Шара Проктор · Велика Британија      | 6,70     |
| Минхен 2022 детаљи      | Ивана Вулета · Србија                  | 7,06     | Малајка Михамбо · Немачка            | 7,03     | Џасмин Сајерс · Велика Британија     | 6,80     |
| Рим 2024 детаљи         | Малајка Михамбо · Немачка              | 7,22     | Лариса Јапичино · Италија            | 6,94     | Агате де Суса · Португалија          | 6,91     |
| Бирмингем 2026 детаљи   |                                        |          |                                      |          |                                      |          |

### Биланс медаља
(стање после ЕП 2024.)
|     | Држава           |    |    |    |    |
| --- | ---------------- | -- | -- | -- | -- |
| 1.  | Немачка          | 5  | 1  | 2  | 8  |
| 2.  | Совјетски Савез  | 3  | 4  | 3  | 10 |
| 3.  | Пољска           | 2  | 2  | 2  | 6  |
| 4.  | Западна Немачка  | 2  | 1  | 1  | 4  |
| 5.  | Србија           | 2  | 1  | 0  | 3  |
| 6.  | Русија           | 2  | 0  | 4  | 6  |
| 7.  | Источна Немачка  | 2  | 0  | 2  | 4  |
| 8.  | Француска        | 2  | 0  | 0  | 2  |
| 9.  | Румунија         | 1  | 3  | 0  | 4  |
| 10. | Велика Британија | 1  | 2  | 3  | 6  |
| 11. | Холандија        | 1  | 1  | 0  | 2  |
| 12. | Мађарска         | 1  | 0  | 1  | 2  |
| 13. | Литванија        | 1  | 0  | 0  | 1  |
| 14. | Италија          | 0  | 2  | 1  | 3  |
| 14. | Португалија      | 0  | 2  | 1  | 3  |
| 16. | Украјина         | 0  | 2  | 0  | 2  |
| 17. | Чехословачка     | 0  | 1  | 1  | 2  |
| 18. | Белорусија       | 0  | 1  | 0  | 1  |
| 18. | Бугарска         | 0  | 1  | 0  | 1  |
| 18. | Швајцарска       | 0  | 1  | 0  | 1  |
| 21. | Норвешка         | 0  | 0  | 2  | 2  |
| 21. | Финска           | 0  | 0  | 2  | 2  |
|     | Укупно (22)      | 25 | 25 | 25 | 75 |